# Neoeutrypanus dentatus
Neoeutrypanus dentatus (лат.) — вид усачей трибы Acanthocinini из подсемейства ламиин.

## Описание
Коренастые жуки с булавовидными бёдрам. От близких видов отличается следующими признаками: боковые кили надкрылий слабо выражены, вершинная пятая часть надкрылий с пятнами беловато-серого опушения; антенномеры IV – V самцов с небольшим зубцом на внутренней стороне вершины; у самок пятый уростернит более чем на половину своей длины не превышают вершину надкрылий; переднеспинка с двумя нечёткими продольными перевязями, покрывающими латерально переднегрудь и боковые бугорки, срединная перевязь может отсутствовать, быть неполной или нечёткой; у самцов передняя граница продольного и мезостернального отростка, срединная область заднегруди, тазики и основание первого уростернита покрыты густым опушением; апикальная пятая часть надкрылий преимущественно в коричневом опушении, беловато-серое опушение ограничено мелкими пятнами и дистальным отделом; второй членик лапок в беловато-сером опушении; боковой киль не доходит до базальной половины надкрылий; пронотум без выступов по бокам от середины в передней половине. Усики со щетинками; переднегрудь со срединным латеральным бугорком; первый членик задних лапок немного длиннее, чем два следующих вместе.

## Распространение
Встречаются в Южной Америке: Боливия.